# سكيت ذا إنفنيتي
سكيت ذا إنفنيتي (بالإنجليزية: SK8 the Infinity)‏ هو مسلسل أنمي أصلي من إنتاج بونز عرض في يناير حتى أبريل 2021.